# Frieder Stöckle
Friedrich „Frieder“ Stöckle (* 6. März 1939 in Schorndorf; † 15. August 2015) war ein deutscher Bildhauer, Kinder- und Sachbuchautor, freier Journalist, Handwerker, Heimatforscher, Kunsthistoriker und Pädagoge. Zudem war Stöckle als Kommunalpolitiker für die SPD aktiv.

## Leben

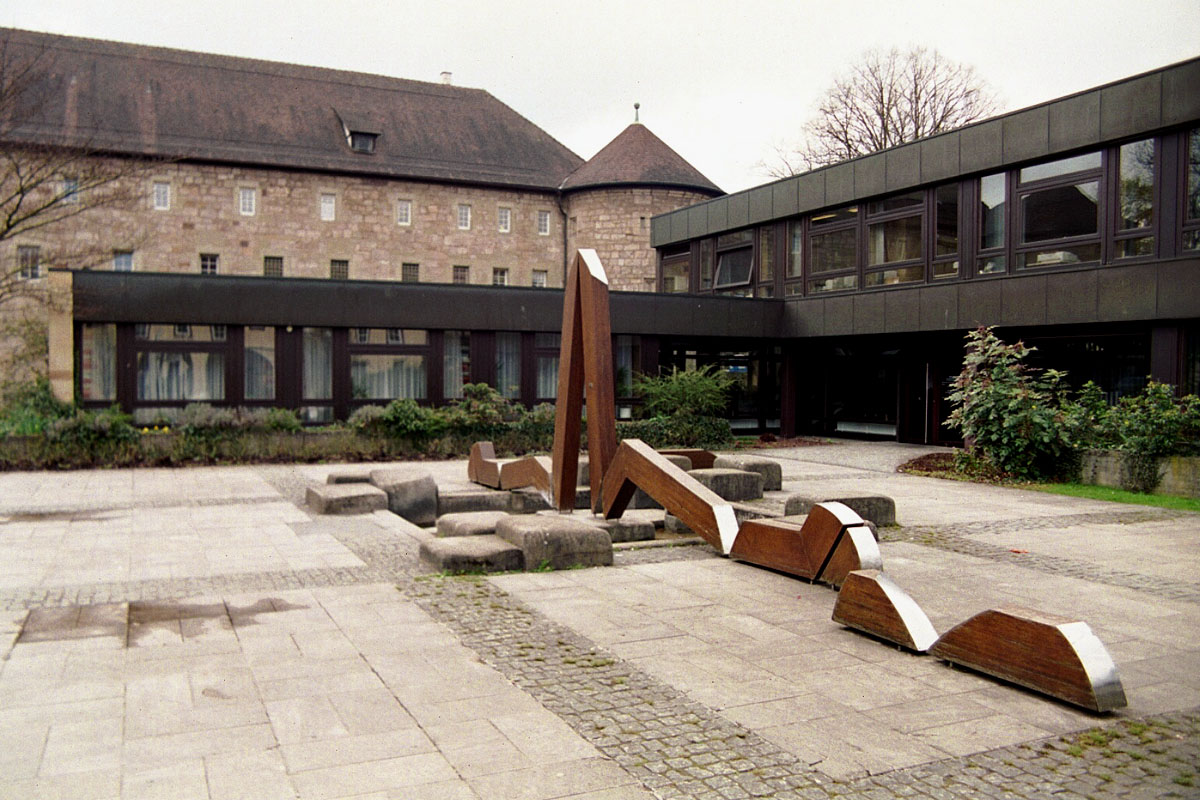
Kunstinstallation Armer Konrad (1973)

Nach der Schule absolvierte Stöckle zunächst eine Lehre als Tischler. Anschließend studierte Stöckle Holzbildhauerei und Kunstgeschichte. Anschließend war Stöckle mehrere Jahre als Werkpädagoge und Leiter von Jugendhäusern in Stuttgart tätig, unter anderen am Jugendhaus Stuttgart-Heslach. Nebenher arbeitete Stöckle als freischaffender Künstler. Ab 1970 studierte Stöckle Lehramt für Realschulen mit den Schwerpunkten Bildende Kunst, Geschichte und Deutsch. Danach war Stöckle mehrere Jahre als wissenschaftlicher Mitarbeiter der Pädagogischen Hochschule Ludwigsburg beschäftigt. Er promovierte 1992 über das Thema „Altes Handwerk“.
Stöckle verfasste zahlreiche Bücher für Kinder und Jugendliche sowie heimatkundliche Sachbücher und Beiträge für Zeitschriften. Weiterhin war er freier Mitarbeiter des SWR.
Frieder Stöckle erhielt im Januar 2015 das Bundesverdienstkreuz am Bande. Er starb nach langer Krankheit im Sommer 2015. Kultusminister Andreas Stoch nannte ihn „einen unorthodoxen linken Sozialdemokraten“ und der Schorndorfer Oberbürgermeister Matthias Klopfer würdigte ihn als einen „Universalgelehrten“.

## Politisches Engagement
Stöckle trat während der Kanzlerschaft Willy Brandts in die SPD ein und engagierte sich in der Kommunalpolitik. Von 1980 bis 2012 war Stöckle Mitglied des Schorndorfer Gemeinderats und stellvertretender Vorsitzender der SPD-Fraktion. Er bezeichnete sich selber als Parteisoldat.

## Auszeichnungen
- Bundesverdienstkreuz am Bande (Januar 2015)

## Werke
- Drauf und dran: Fünf Geschichten für Jungen und Mädchen. Herder-Verlag, Freiburg im Breisgau 1978, ISBN 3-451-18255-6
- Fahrende Gesellen. Die alten Handwerks-Sitten und Bräuche. Arena-Verlag, Würzburg 1980, ISBN 978-3-401-03893-3
- Als ob es mich nicht gäb. Spectrum-Verlag, Stuttgart 1980, ISBN 978-3-7976-1341-7
- Feld-, Wald- und Wiesenspiele. Verlag Maier, Ravensburg 1981, ISBN 978-3-473-42614-0
- Gold aus der Retorte. Die geheime Kunst der Alchemisten. Arena-Verlag, Würzburg 1981, ISBN 978-3-401-03918-3
- Ätsch ich lebe noch. Sprüche, Widersprüche. Spectrum-Verlag, Stuttgart 1982, ISBN 3-7976-1376-8
- Dämmergrün. Geschichte und Geschichten vom Land. Union-Verlag, Fellbach 1982, ISBN 978-3-8139-5606-1
- Ich bin Susanne Häusermann. Rowohlt-Taschenbuch-Verlag, Reinbek 1982, ISBN 978-3-499-20306-0
- Glashaut. Spectrum-Verlag, Stuttgart 1983, ISBN 3-7976-1388-1
- So leben wie ich will: Was Jörg, Thomas und andere von sich erzählen. Maier, Ravensburg 1983, ISBN 3-473-38833-5
- Bis er gesteht. Folter und Rechtsprechung. Arena-Verlag, Würzburg 1984, ISBN 978-3-401-04009-7
- Willi, Wind und Wolkenbruch. Spectrum-Verlag, Stuttgart 1984, ISBN 978-3-7976-1403-2
- Erlebnis Baden-Württemberg. Texte und Anregungen zur Landeskunde. Konkordia-Verlag, Bühl 1989, ISBN 3-7826-0122-X
- Spielen in der Natur. Union-Verlag, Stuttgart 1989, ISBN 978-3-8139-5661-0.
- Vom Korbmacher – wo flinke Hände flechten und formen. Alte Handwerker – die letzten ihrer Zunft. Verlag Franckh, Stuttgart 1989, ISBN 978-3-440-06020-9.
- Vom Küfer – Feuer und Wasser sollen es biegen. Alte Handwerker – die letzten ihrer Zunft. Verlag Franckh, Stuttgart 1989, ISBN 978-3-440-06016-2
- Vom Schmied – solange die Esse noch glüht. Alte Handwerker – die letzten ihrer Zunft. Verlag Franckh, Stuttgart 1989, ISBN 978-3-440-05996-8
- Vom Wagner – aus dem Holz die Felge formen. Alte Handwerker – die letzten ihrer Zunft. Verlag Franckh, Stuttgart 1989, ISBN 978-3-440-06015-5
- Ratatatata – Tschuch-tschuch, jetzt bist du Staub! Diesterweg-Verlag, Frankfurt am Main 1992, ISBN 3-425-01335-1
- Schattenblau. Heimatahnungen in Schwaben. Silberburg-Verlag, Tübingen 1996, ISBN 978-3-87407-228-1
- Das Nachrichtenband. Oldenbourg-Wissenschaftsverlag, München 1997, ISBN 3-486-04440-0
- Märchen von Handwerkern. Verlag Fischer, 2014, ISBN 978-3-10-403104-0.
- Hohenlohe – rau und romantisch. Silberburg-Verlag, Tübingen 2015, ISBN 978-3-8425-1416-4
- Hannelore: Zirkus auf dem Waldspielplatz. Molino-Verlag Schwäbisch Hall, 2019, ISBN 978-3-9820231-1-3.

## Hörspiel (als Sprecher)
- 2002: Jakob Arjouni: Kismet (Höttges) – Bearbeitung und Regie: Leonhard Koppelmann (Hörspielbearbeitung, Kriminalhörspiel – SWR/WDR)[5]